# Martinsyde F.4 Buzzard
Pour les articles homonymes, voir Buzzard.
Le Martinsyde F.4 Buzzard est un chasseur biplan de la Première Guerre mondiale. 

## Design et développement
En 1917, George Handasyde de Martinsyde (en) a conçu un chasseur biplan monoplace propulsé par le moteur Rolls-Royce Falcon V-12 (en), le Martinsyde F.3, un seul prototype construit par l'entreprise  sans commande officielle, qui a fait son premier vol à l'aérodrome de Brooklands en octobre 1917.  Ses performances lors des tests étaient impressionnantes, montrant une vitesse maximale de 142 mph (229 km/h),  et ont été décrites dans un rapport officiel comme "une grande avancée sur tous les chasseurs existants", résultant en une commande de six avions de pré-production et de 150 chasseurs de production.  Il est vite devenu clair, cependant, que toute la production de Falcon serait nécessaire pour équiper les chasseurs Bristol F.2 , donc l'utilisation du Falcon pour le F.3 était problématique.

Pour résoudre ce problème, Martinsyde a conçu un nouveau chasseur basé sur le F.3, mais propulsé par un moteur Hispano-Suiza 8 de 300 ch (224 kW) , le F.4 Buzzard. Le Buzzard, comme le F.3, était un biplan  à une baie propulsé par un moteur refroidi à l'eau. Il avait de nouvelles ailes inférieures par rapport au F.3, et le cockpit du pilote était positionné plus en l'arrière, mais sinon, les deux avions étaient similaires. Le prototype F.4 a été testé en juin 1918 et a de nouveau démontré d'excellentes performances, facile à piloter et maniable ainsi que très rapide pour l'époque.  Des commandes importantes ont suivi, avec 1 450 commandes auprès de Martinsyde, Boulton & Paul Ltd (en), Hooper & Co (en) et la Standard Motor Company. Il était prévu d'équiper l'Aéronautique Militaire française ainsi que la Royal Air Force britannique, et la production de 1 500 appareils supplémentaires aux États-Unis d'Amérique était prévue.
Les livraisons à la RAF venaient de commencer lorsque l' armistice entre les Alliés et l'Allemagne fut signé. Martinsyde a été chargé de ne terminer que les avions partiellement construits, tandis que toutes les autres commandes ont été annulées. Le Buzzard n'a pas été adopté comme chasseur par la RAF d'après-guerre, le Sopwith Snipe moins cher étant préféré malgré ses performances inférieures.
Martinsyde a poursuivi le développement du Buzzard, rachetant des avions excédentaires à la RAF et produisant des avions et des hydravions à deux places. Après la faillite de Martinsyde en 1922, ces appareils furent acquis par la Aircraft Disposal Company qui continua à développer et vendre des variantes F.4 pendant plusieurs années.

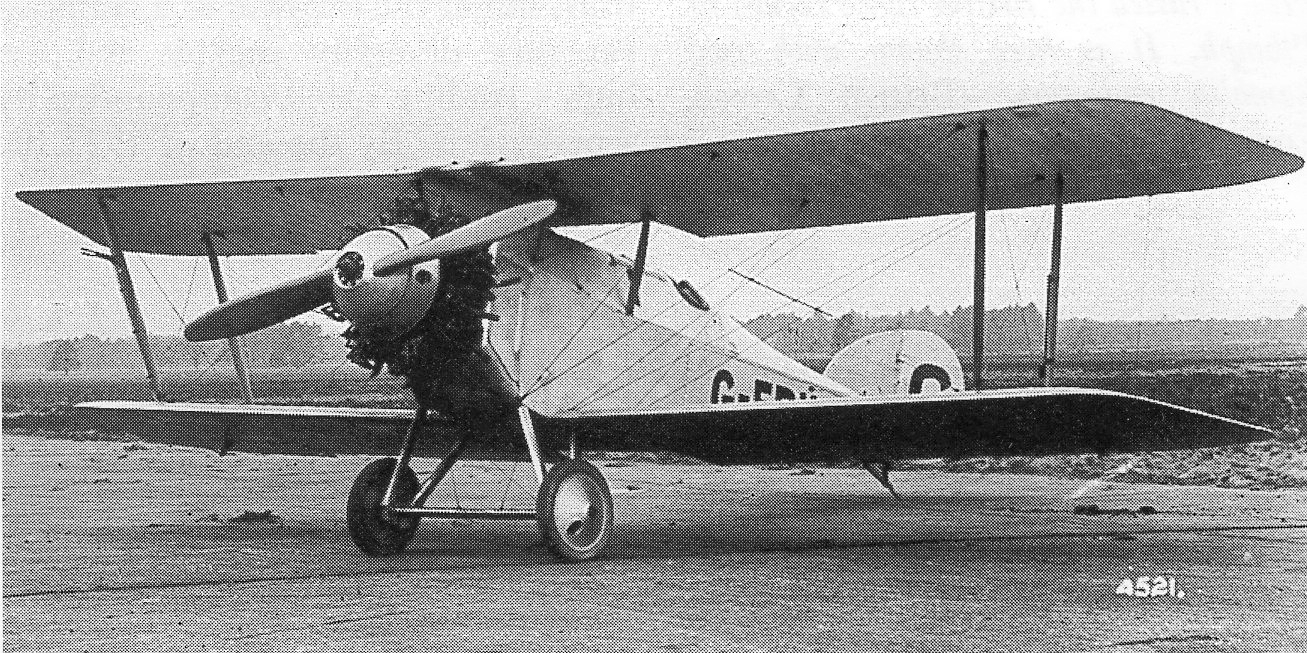
Martinsyde ADC.1 G-EBKL, avion de course de novembre 1924 à janvier 1930

## Histoire opérationnelle
Malgré la production très limitée, quatre des six Martinsyde F.3 commandés ont été délivrés aux escadrons de défense intérieure de la RAF en 1918, dont deux exploités par le 39e Escadron de la RAF le 8 juillet 1918  et un utilisé par le 141e Escadron.  La RAF a reçu 57 F.4 Buzzards avant la fin de la Première Guerre mondiale, mais ceux-ci n'ont pas atteint les escadrons opérationnels. Dans l'immédiate après-guerre, deux Buzzards ont été utilisés comme avions de communication à grande vitesse pour soutenir la délégation britannique à la Conférence de paix de Paris en 1919, tandis que quelques autres Buzzards ont été utilisés à la Central Flying School,.
De nombreux appareils ont été vendus à des propriétaires civils pour être utilisés comme avion de tourisme, avion de course et pour des travaux d'arpentage et de repérage de phoques à Terre-Neuve.